# Segontia (Zaragoza)
Segontia era un asentamiento de la península ibérica dentro de la Tarraconense. En el siglo III aparece relacionada como mansio en el Itinerario Antonino A-25 encabezado con el título de Alio itinere ab Emerita Cesaragustam 369 que significa Otro camino de Mérida a Zaragoza, 369 millas,  entre las plazas de Nertobriga y Caesaraugusta. Se encuentra situado en la Dehesa Ganaderos cerca  del casco urbano de la localidad zaragozana de Bárboles.